# Satanás (película de 2007)
Satanás es una película colombiana-mexicana dirigida por Andi Baiz, ganadora del premio a Mejor Actor y Mejor Película en el Festival International Des Espoirs Du Cinéma, en Mónaco.
Es el primer largometraje de Baiz, estrenado en junio de 2007 y protagonizado por el actor mexicano Damián Alcázar; está basado en el libro de Mario Mendoza que a su vez se basa en los hechos ocurridos en el restaurante Pozzetto de Bogotá, donde el 4 de diciembre de 1986 un excombatiente de la guerra de Vietnam llamado Campo Elías Delgado masacró a varias personas que se encontraban en el lugar después de haber asesinado a su madre y a otras personas cercanas a él.

## Sinopsis
El filme se inicia cuando en el barrio histórico de La Candelaria en Bogotá, una mujer llamada Alicia (Marcela Valencia) se confiesa en una Iglesia ante el padre Ernesto (Blas Jaramillo), la mujer ya que está en la extrema pobreza desea matar a sus hijos para no verlos morir de hambre, cuando el sacerdote llega con algo de comida para los niños ve que hay gente reunida frente a la mujer quien asesinó a sus hijos y su sangre la esparció sobre un ángel. Mientras en una plaza de mercado, una bella mujer joven llamada Paola (Marcela Mar) sufre día a día los estragos de vender café y agua aromática en ese lugar hasta que dos amigos le proponen hacer de una mujer sexy para robar a altos ejecutivos y en otro lado de la ciudad vive Eliseo (Damián Alcázar), un excombatiente de Vietnam que se gana la vida dando clases particulares de inglés. Eliseo vive con su madre, una mujer ya anciana y que solo le gusta fumar y tener las ventanas cerradas ante las protestas de su hijo. Eliseo se dedica además a jugar ajedrez en un club profesional de Bogotá y en una librería compra para su alumna preferida la obra de Robert Louis Stevenson, El extraño caso del doctor Jekyll y el señor Hyde.

### La vida de Paola
Como mujer hermosa, asume el trabajo de sus amigos Pablo (Andrés Parra) y Alberto (Diego Vásquez) y se dedica a seducir a hombres en bares en la zona rosa de Bogotá, a quienes sin darse cuenta pone escopolamina en sus bebidas. Una noche, cuando toma un taxi, Paola es secuestrada por dos hombres (Héctor García y Fabio Restrepo), quienes abusan sexualmente de ella. En venganza, Paola hace que sus dos amigos contraten a dos matones para matar a los violadores. La bella mujer deja su trabajo y se va a un restaurante como camarera.

### La vida del sacerdote Ernesto
El padre Ernesto intenta ayudar a Alicia después de haber matado a sus hijos, la mujer se encuentra en la cárcel donde poco a poco se enamora del sacerdote pero este la rechaza. El padre se siente decidido a abandonar su vocación tras enamorarse de su asistente personal Irene (Isabel Gaona), no solo siente un deseo amoroso sino carnal. Ernesto en una oportunidad ve en su Iglesia a Eliseo, este es ateo pero el padre intenta hacerse su amigo, Eliseo al salir siente asco por los indigentes pero Ernesto le dice que ellos no tienen la culpa de ser como son. Un día el padre Ernesto agarra a golpes a un indigente y unos días después renuncia al sacerdocio, luego planea casarse con Irene, quien acepta y también está enamorada del ex sacerdote.

### La vida de Eliseo
Eliseo es un excombatiente de la guerra de Vietman que ahora retirado trabaja dando clases particulares de inglés, Eliseo con el tiempo siente asco y desprecio por la vida de quienes lo rodean; por ejemplo una vecina suya Doña Beatriz (Vicky Hernández) hacia una colecta para ayudar a los desplazados por la violencia pero Eliseo en su tacañeria no colabora y más tarde las personas lo rechazan; un tendero (Álvaro García), la empleada de un edificio, etc.
Siendo maestro de inglés ve cómo su alumna preferida (de la que también está enamorado), Natalia (Martina García), ya habla inglés a la perfección y ella invita a su maestro a su cumpleaños. Un día Eliseo va a un prostíbulo e intenta tener sexo con una mujer llamada Valeria (Patricia Castañeda) pero el exmilitar teniendo un buen sentido de la limpieza ve que el cuarto donde están tiene un mal estado higiénico y por tanto decide irse. El día del cumpleaños de Natalia, Eliseo le roba dinero a su madre para comprarle un regalo a su alumna; un diario. Ese mismo día Natalia presenta a su novio Esteban (Javier Gardeazábal) y Eliseo solo se queda un rato pero con el corazón roto huye de la fiesta.
Eliseo pasa sus días repasando la novela El extraño caso del doctor Jekyll y el señor Hyde encerrado en su habitación durante varios días a pesar de la preocupación de su madre, en días anteriores había salido y había tenido eventos que le harían sentir más desprecio por la vida humana;
- Cuando invita a una joven a almorzar pero esta decide irse del restaurante al no ser de su agrado.

- Cuando ve que un chofer de autobús no quiere dar cambio a una mujer que no tenía dinero suelto.

- Su vecina aun insistente en su colecta para los desplazados.

- Su madre quien encerrada en la casa le restriega en cara a su hijo que es un perdedor.

Cansado de esto siente placer y amor por la violencia al sentir más asco por la vida de las personas y ver solo fuego que le hacía recordar el uso de las armas. Eliseo echaba de menos de la guerra de Vietnam y se prepara para un fatídico día.

### La Masacre de Pozzetto: Satanás
Una noche el ex sacerdote Ernesto y su mujer Irene se prepararían para celebrar sus nuevas vidas, mientras que Paola  sería la mesera que los atendería en el restaurante Pozzetto. Eliseo, ahora decidido a convertirse en un ángel exterminador, se baña y se dirige al banco a eliminar su cuenta y retirar todo su dinero, pero exige sacar hasta el último centavo, luego se dirige a casa de Natalia donde asesina a su madre (Marcela Gallego) rompiéndole el cuello, luego va a la habitación de Natalia donde la desviste y la mata a cuchilladas. Eliseo  se cambia de ropa usando las del fallecido padre de Natalia y se dirige a su casa. Una vez ahí asesina a su madre e incendia el cuerpo junto con todo el departamento, al rato asesina a su vecina y a todos los que se encuentra a su paso. El asesino toma dirección al restaurante Pozzetto donde pide un espagueti a la bolognesa, vino y Vodka con jugo de naranja. Paga su cuenta y va al baño donde prepara su revólver y las 500 balas que había comprado. Una vez sale del baño saca su revólver y mata con puntería certera a todas los comensales del restaurante, asesina al ex sacerdote Ernesto y a Irene. Su último balazo lo dirigió a Paola antes de la llegada de la policía y el final de Eliseo. Se cree que los asesinatos los cometió influenciado por la novela que él había leído.

## Diferencias entre la película y la novela
- En la película, el exmilitar se llama Eliseo. En la vida real y la novela se llamaba Campo Elias Delgado.
- En la película, la hermosa mujer que robaba ejecutivos se llamaba Paola. En la novela se llama María.
- En la novela existe otro personaje llamado Andrés, pintor habitado por fuerzas oscuras y sobrino del sacerdote Ernesto que al igual que el mismo tiene un corto encuentro con Campo Elias, no es mostrado en la película pero también es víctima de la masacre de Pozzetto.
- En el libro, Maria (Paola en la película) descubre que es lesbiana y es amiga del sacerdote. También en el libro es víctima de Campo Elias pero ella no trabaja en Pozzetto, sino que también celebraría su mejor vida junto con Andrés, Ernesto e Irene.
- En el libro se menciona que Campo Elias estudia en la Pontificia Universidad Javeriana y que desencadena odio por la actitud "ultra capitalista" de las mujeres.
- En el libro, la madre de Campo Elias es una anciana que según él en su diario provoca asco y miedo. En la película la madre de Eliseo se ve que es una mujer entrando ya a los 70 años.
- En el libro se menciona un fallido intento de Campo Elias en contratar un asesino para matar a su madre.
- En el libro, la estudiante de inglés se llama Maribel, en la película se llama Natalia y en la vida real Claudia.
- En el libro, Campo Elias mata a la madre de la alumna amordazándola y matándola a cuchilladas.
- En el libro, Campo Elias usa un traje antes de ir a casa de Maribel antes de matarla, en la película Eliseo usa un traje informal y roba uno formal una vez mata a Natalia y a su madre.
- En el libro, la persona que mata a su familia por hambre es un hombre que había perdido su empleo y todo lo que tenía, en la película es una mujer llamada Alicia.
- En el libro se menciona una joven de 15 años endemoniada y cuyo caso trata el sacerdote Ernesto, la joven intenta coquetearle. La joven no está en la película pero la mujer que asesinó a sus hijos intenta seducir al sacerdote.
- La película se nota que está ambientada en el 2007, la novela está ambientada en 1986.
- En la novela, Campo Elias y la prostituta Valeria se encuentran en un prostíbulo también bar. En la película Eliseo está en un prostíbulo de mala muerte en el centro de Bogotá.
- En la novela se nota que Campo Elias lleva una vida amargada y en la película intenta llevar una vida normal antes de sentir su asco hacia las demás personas.